# چاک فینی
چاک فینی (انگلیسی Chuck Feeney) تاجر، کارآفرین و خیّر بزرگ ایرلندی-آمریکایی است. او با هدیه کردن بیش از ۸ میلیارد دلار از ثروتش به کارهای انسان دوستانه و خیرخواهانه، احتمالاً بزرگترین خیّر در تاریخ مدرن بشری است.

## الگو برای دیگران
چاک فینی میلیاردی است که اعتقاد دارد باید در در زمان حیاتش به دیگران کمک کند و ثروتش را برای کارهای خیر صرف کند. فلسفه او الگوی خیرخواهان زیادی در دنیا از جمله بیل گیتس شده است. او می گوید:

"من و وارن بافت الگوی زندگیمان آقای چاک فینی است. هر چند ما خیلی تلاش میکنیم ولی مطمئناً به جایگاه چاک فینی نخواهیم رسید." - بیل گیتس در وصف چاک فینی